# Теорема Райкова
Теорема Райкова — oбратное утверждение к следующему наблюдению если случайные величины {\displaystyle \xi _{1}} и {\displaystyle \xi _{2}} независимы и распределены по закону Пуассона, то их сумма также распределена по закону Пуассона.
. 
Теорема Райкова аналогична теореме Крамера, в которой утверждается, что если сумма двух независимых случайных величин имеет нормальное распределение, то каждая из этих случайных величин также имеет нормальное распределение. Ю.В. Линник доказал, что свертка нормального распределения и распределения Пуассона также обладает аналогичным свойством (теорема Линника).

## Формулировка теоремы
Пусть случайная величина {\displaystyle \xi } имеет распределение Пуассона и может быть представлена в виде суммы двух независимых случайных величин {\displaystyle \xi =\xi _{1}+\xi _{2}}. Тогда распределения случайных величин {\displaystyle \xi _{1}} и {\displaystyle \xi _{2}} являются смещёнными распределениями Пуассона.

## Вариации и обобщения
Обощение на локально компактные абелевы группы
Пусть {\displaystyle X} — локально компактная абелева группа. Обозначим через {\displaystyle M^{1}(X)} сверточную полугруппу вероятностных распределений на {\displaystyle X}, а  через {\displaystyle E_{x}} — вырожденное распределение, сосредоточенное в точке {\displaystyle x\in X}. Пусть {\displaystyle x_{0}\in X}, {\displaystyle \lambda >0}.
Распределением Пуассона, порождённым мерой {\displaystyle \lambda E_{x_{0}}}, называется смещённым распределения вида
{\displaystyle \mu =e(\lambda E_{x_{0}})=e^{-\lambda }(E_{0}+\lambda E_{x_{0}}+\lambda ^{2}E_{2x_{0}}/2!+\ldots +\lambda ^{n}E_{nx_{0}}/n!+\dots ).}
Имеет место следующая теорема Райкова на локально компактных абелевых группах:
Пусть {\displaystyle \mu } — распределение Пуассона, порождённое мерой {\displaystyle \lambda E_{x_{0}}}. Пусть {\displaystyle \mu =\mu _{1}*\mu _{2},} где {\displaystyle \mu _{j}\in M^{1}(X)}. Если {\displaystyle x_{0}} — либо элемент бесконечного порядка, либо порядка 2, то {\displaystyle \mu _{j}} также является распределением Пуассона. Если же {\displaystyle x_{0}} — элемент конечного порядка {\displaystyle n}, {\displaystyle n\neq 2}, то {\displaystyle \mu _{j}} может быть не распределением Пуассона.